# Pteroplatidius octocostatus
Pteroplatidius octocostatus är en skalbaggsart som först beskrevs av Bates 1880.  Pteroplatidius octocostatus ingår i släktet Pteroplatidius och familjen långhorningar. Inga underarter finns listade i Catalogue of Life.